# Altmühlmünster
Altmühlmünster ist einer von 44 amtlich benannten Ortsteilen der niederbayerischen Stadt Riedenburg, sowie eine Gemarkung im westlichen Gemeindegebiet.

## Geografie
Das Kirchdorf befindet sich etwa fünfeinhalb Kilometer westnordwestlich des Ortszentrums von Riedenburg und liegt auf einer Höhe von 367 m ü. NHN. Die Ortschaft, ein Straßendorf von ca. 1,5 km Länge, ist auf drei Seiten vom Wald umgeben.

## Geschichte
Um 800 soll bereits ein Benediktinerkloster in Altmühlmünster existiert haben, was aber urkundlich nicht belegbar ist. Vermutlich aus dieser Klostersiedlung heraus entwickelte sich ein Pfarrdorf, welches erstmals im Jahr 1154 schriftlich erwähnt wird (Urkunde Papst Hadrians IV). Im Jahr darauf stifteten die Burggrafen von Riedenburg ein Kloster, „monasterium ad almonam“, welches sie 1158 dem Templerorden übertrugen. Diese Templer-Niederlassung wurde im Jahr 1312 durch Kaiser Ludwig den Bayern dem Johanniterorden übertragen. Erst im Jahr 1810 wurde die Johanniterkomturei im Zuge der Säkularisation aufgelöst.
Durch die zu Beginn des 19. Jahrhunderts im Königreich Bayern durchgeführten Verwaltungsreformen wurde die Ortschaft eine eigenständige Landgemeinde, zu der auch der Weiler Laubfeld (Laubhof), sowie die drei Einöden Ambergerhof, Eggmühl und Mühlthal gehörten. Im Zuge der in den 1970er Jahren durchgeführten kommunalen Gebietsreform in Bayern wurde die Gemeinde Altmühlmünster am 1. April 1971 zunächst in die Gemeinde Meihern aufgenommen, wobei Martlhof und Mühlthal später zu der damals noch selbstständigen Gemeinde Zell umgemeindet wurden. Im weiteren Verlauf der Gebietsreform wurde Altmühlmünster dann zusammen mit der Gemeinde Meihern am 1. Januar 1978 in die Stadt Riedenburg eingegliedert. Im Jahr 1987 zählte Altmühlmünster 74 Einwohner.

## Verkehr
Die Anbindung an das öffentliche Straßenverkehrsnetz wird durch eine Gemeindeverbindungsstraße hergestellt, die etwa 800 Meter nordöstlich des Ortes von der Kreisstraße KEH 2 abzweigt. Eine Zufahrt auf die Bundesautobahn 9 ist an der etwa 13 Kilometer westsüdwestlich der Ortschaft gelegenen Anschlussstelle Denkendorf möglich.

## Sehenswürdigkeiten
In Altmühlmünster befinden sich fünf Baudenkmäler, der Pfarrhof, zwei Bauernhäuser, ein kleines Wohnhaus und als bedeutendstes Bauwerk die ehemalige Johanniter-Komturei-Kirche St. Johannes Baptist des Klosters Altmühlmünster.
Siehe: Liste der Baudenkmäler in Altmühlmünster

## Regelmäßige Veranstaltungen

### Passionsspiele Altmühlmünster
Alle fünf Jahre wird in der Pfarrkirche Altmühlmünster das Spiel vom Leiden und Sterben Christi aufgeführt. Die Darsteller sind Mitglieder der Pfarrgemeinde aus den Ortschaften Meihern, Deising, Altmühlmünster, Flügelsberg, St. Gregor und Laubhof. Etwa 200 Laiendarsteller gehen gemeinsam 2000 Jahre zurück. Die Vorstellungen sind in aller Regel ausverkauft; die Passionsspiele sind überregional bekannt.

### Faschingsumzug der Besenbinder von MDA
Jedes Jahr am Sonntag findet in der Regel vor dem Faschingssonntag in Altmühlmünster der größte Faschingsumzug im Landkreis Kelheim statt. Er beginnt am Ortsende und endet in Meihern, erstreckt sich dabei über eine Länge von 3 km. Die Abkürzung MDA beschreibt die drei (früheren) Gemeinden Meihern, Deising und Altmühlmünster.